# ジャガー・XJR-16
ジャガー・XJR-16は、1991年にトム・ウォーキンショー・レーシング（TWR）がIMSA GT選手権参戦用に製作したIMSA-GTPクラスのプロトタイプレーシングカーである。

## 概要
TWRがIMSAで1989年シーズンから使用しているXJR-10の改良型で当初はXJR-10Fとしてデビューする予定だったが、改良点が多岐にわたったためXJR-16の新形式が起こされた。
カーボン製モノコック、3.0Lターボ・エンジンを使用するなどの基本設計はXJR-10と同じである。XJR-10からの主な改良・変更点は
- エンジン・マネージメントシステムをザイテックからボッシュ・モトロニックMP1.7に変更。
- ブレーキローターをスチール製からカーボン製に変更。
- ジャガー・XJR-14タイプの大型二段式リヤウイングの採用。

などである。

## 戦績
1991年
XJR-16はIMSA第5戦ロードアトランタでXJR-10と併用する形でデビューし、ポールポジションからスタートしそのまま優勝。続く第6戦トペカでもポールポジションスタートから2位とXJR-16はデビュー早々高い戦闘力を発揮した。TWRは第7戦ライムロックから2台ともXJR-16参戦に切り替えた。
1991年シーズンTWRはIMSAでXJR-10が2勝、XJR-16が4勝と計6勝を挙げた。これはIMSA-GTPに参戦しているマニュファクチャラーとしては最多であった。しかしポイントの取りこぼしも多く、マニュファクチャラーズ、ドライバーズの両タイトルはシーズン3勝ながら確実に上位入賞を重ねた日産が防衛した。
1992年
1992年シーズンの出場レースはIMSAシリーズの開幕戦デイトナ24時間レースの1レースのみである。ポールポジション獲得チームに与えられるボーナスポイントの獲得を狙ってのエントリーだったが、予選2位に終わった。レースはウォームアップラン中にエンジントラブルを起こして出走を取りやめた。